# Gregory Ridge
Gregory Ridge är en bergstopp i Antarktis. Den ligger i den centrala delen av kontinenten. Nya Zeeland gör anspråk på området. Toppen på Gregory Ridge är 1 774 meter över havet, eller 172 meter över den omgivande terrängen. Bredden vid basen är 1,3 km.
Terrängen runt Gregory Ridge är kuperad åt nordväst, men åt sydost är den bergig. Terrängen runt Gregory Ridge sluttar västerut.  Trakten är obefolkad. Det finns inga samhällen i närheten.